# Équation de Haldane
Pour un article plus général, voir Cinétique enzymatique.
L'équation de Haldane décrit, dans le cas d'une enzyme qui catalyse réversiblement (dans les deux directions de la réaction) la transformation d'un substrat en produit, la relation qui existe entre les paramètres cinétiques de l'enzyme et la constante d'équilibre de la réaction. Elle est démontrée pour la première fois en 1930 dans le livre Enzymes de John Burdon Sanderson Haldane,.
Cette équation explique que certaines enzymes peuvent être de « meilleurs » catalyseurs (en termes de vitesses maximales) dans une des deux directions de la réaction.
À chaque hypothèse de mécanisme correspond une équation de Haldane particulière.

## Démonstration dans le cas d'un modèle cinétique simple
En faisant l'hypothèse du mécanisme ci-dessous
{\displaystyle {\rm {E}}+{\rm {S}}\,{\stackrel {k_{1}}{\underset {k_{-1}}{\rightleftharpoons }}}\,{\rm {ES}}\,{\stackrel {k_{2}}{\underset {k_{-2}}{\rightleftharpoons }}}\,{\rm {E}}+{\rm {P}}}
la vitesse stationnaire initiale de la réaction est {\displaystyle v={\frac {d\,[{\rm {P}}]}{dt}}={\frac {(k_{1}k_{2}\,[{\rm {S}}]-k_{-1}k_{-2}[{\rm {P}}])[{\rm {E}}]_{\rm {tot}}}{k_{-1}+k_{2}+k_{1}\,[{\rm {S}}]+k_{-2}\,[{\rm {P}}]}}}
La vitesse {\displaystyle v} est positive si la réaction se déroule de la gauche vers la droite ({\displaystyle S\rightarrow P}) et négative dans le cas contraire.
L'équilibre est atteint si {\displaystyle v=0}, ce qui se produit si {\displaystyle {\frac {[{\rm {P}}]_{\text{éq}}}{[{\rm {S}}]_{\text{éq}}}}={\frac {k_{1}k_{2}}{k_{-1}k_{-2}}}=K_{\text{éq}}}. Cela montre que la thermodynamique impose une relation entre les quatre constantes de vitesse.
Les valeurs des vitesses initiales maximales dans le sens aller et retour (forward/backward), obtenues quand {\displaystyle [{\rm {S}}]\rightarrow \infty }, {\displaystyle [{\rm {P}}]=0} d'une part, et {\displaystyle [{\rm {S}}]=0}, {\displaystyle [{\rm {P}}]\rightarrow \infty } d'autre part, sont {\displaystyle v_{\rm {max}}^{f}=k_{2}{\rm {[E]}}_{\rm {tot}}} et {\displaystyle v_{\rm {max}}^{b}=-k_{-1}{\rm {[E]}}_{\rm {tot}}}, respectivement.
Le rapport des vitesses maximales dans les deux sens est égal à {\displaystyle k_{2}/k_{-1}} ; il n'est pas égal à la constante d'équilibre : cela implique que la thermodynamique (la valeur de la constante d'équilibre) ne détermine pas le rapport des deux vitesses maximales.
À partir des équations des vitesses initiales maximales dans le sens aller et retour, il est aussi possible d'exprimer les deux constantes de Michaelis {\displaystyle K_{M}^{S}=(k_{-1}+k_{2})/k_{1}} et {\displaystyle K_{M}^{P}=(k_{-1}+k_{2})/k_{-2}}.
L'équation de Haldane est : 
{\displaystyle K_{\text{éq}}={\frac {[{\rm {P}}]_{\text{éq}}}{[{\rm {S}}]_{\text{éq}}}}={\frac {v_{\rm {max}}^{f}/K_{M}^{S}}{v_{\rm {max}}^{b}/K_{M}^{P}}}}.
Elle montre que la thermodynamique contraint le rapport entre les constantes de spécificité ({\displaystyle v_{\rm {max}}/K_{M}}) aller et retour, et non pas le rapport des vitesses maximales {\displaystyle v_{\rm {max}}}.

## Réactions à plusieurs substrats
Dans le cas des enzymes catalysant la réaction entre plusieurs substrats pour former plusieurs produits, à chaque mécanisme est associée au moins une équation de Haldane de la forme
{\displaystyle K_{\text{éq}}=\left({\frac {v_{\rm {max}}^{f}}{v_{\rm {max}}^{b}}}\right)^{n}{\frac {K_{p}K_{q}K_{r}\ldots }{K_{a}K_{b}K_{c}\ldots }}}
dont au moins une avec {\displaystyle n=1}, où les {\displaystyle K} sont des constantes de Michaelis ou des constantes d'inhibition. 